# Кассала
Ка́ссала (араб. كسلا; англ. Kassala) — п'яте за кількістю жителів місто в Судані, одне з найстаріших в державі. Адміністративний центр однойменного штату.

## Географія
Кассала лежить в східній частині Судану, на шосе Хартум — Порт-Судан, приблизно за 400 км від Хартума та за 22 кілометрах від кордону з Еритреєю. Місто розташоване на висоті 531 м над рівнем моря.

### Клімат
Місто знаходиться у зоні, котра характеризується кліматом тропічних пустель. Найтепліший місяць — травень із середньою температурою 33.9 °C (93 °F). Найхолодніший місяць — січень, із середньою температурою 26.1 °С (79 °F).
| Клімат Кассали          | Клімат Кассали | Клімат Кассали | Клімат Кассали | Клімат Кассали | Клімат Кассали | Клімат Кассали | Клімат Кассали | Клімат Кассали | Клімат Кассали | Клімат Кассали | Клімат Кассали | Клімат Кассали | Клімат Кассали |
| Показник                | Січ.           | Лют.           | Бер.           | Квіт.          | Трав.          | Черв.          | Лип.           | Серп.          | Вер.           | Жовт.          | Лист.          | Груд.          | Рік            |
| Абсолютний максимум, °C | 42             | 41             | 43             | 45             | 45             | 47             | 42             | 41             | 41             | 41             | 40             | 41             | 47             |
| Середній максимум, °C   | 30             | 31             | 34             | 37             | 37             | 36             | 32             | 31             | 33             | 35             | 33             | 31             | 33             |
| Середня температура, °C | 26             | 27             | 30             | 33             | 33             | 32             | 30             | 29             | 30             | 32             | 30             | 27             | 30             |
| Середній мінімум, °C    | 22             | 23             | 26             | 29             | 30             | 30             | 28             | 26             | 27             | 28             | 27             | 23             | 27             |
| Абсолютний мінімум, °C  | 12             | 10             | 13             | 13             | 20             | 18             | 22             | 20             | 21             | 18             | 13             | 13             | 10             |
| Днів з опадами          | 0              | 0              | 0              | 0              | 1              | 1              | 4              | 4              | 2              | 1              | 0              | 0              | 13             |
| ----------------------- | -------------- | -------------- | -------------- | -------------- | -------------- | -------------- | -------------- | -------------- | -------------- | -------------- | -------------- | -------------- | -------------- |
| Джерело: Weatherbase    |                |                |                |                |                |                |                |                |                |                |                |                |                |

## Історія

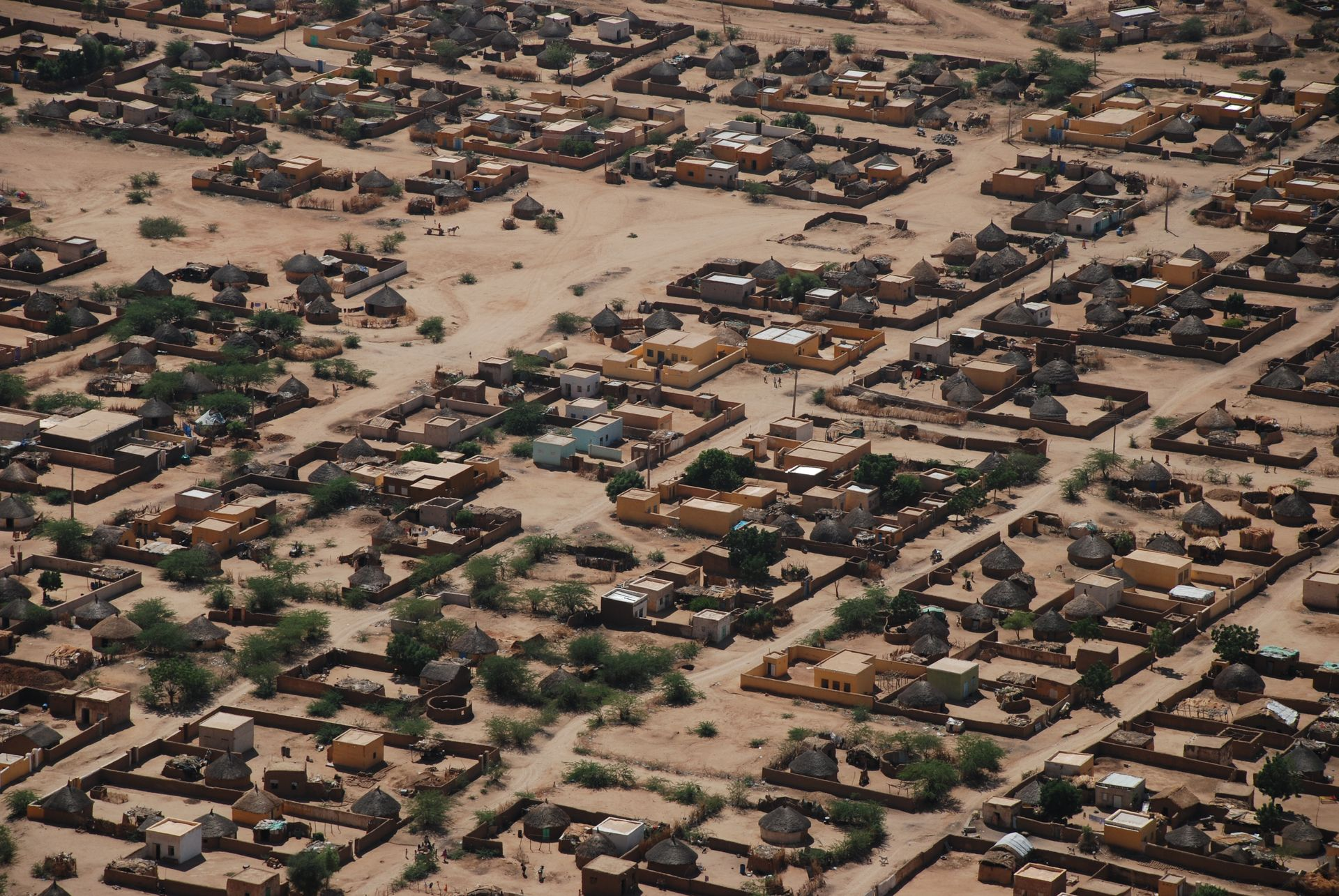
Передмістя Кассали

Кассала була заснована в 1840 році як військовий табір єгипетських солдат Мухаммеда Алі (формально був васалом Османської імперії, але фактично незалежним правителем) під час єгипетського завоювання Судану. У 1885 році місто захопили мессіаністи, в 1894 році, після битви за Кассалу, — італійці. У 1897 році Італія повернула місто Єгипту, в 1899 році Кассала перейшла під управління Англо-Єгипетського Судану, в 1956 році Судан отримав незалежність.
З липня 1940 по середину січня 1941 року, під час Східноафриканської кампанії в рамках Другої світової війни, місто захопили італійці, які висунулись з Італійської Східної Африки, згодом до міста повернувся британський гарнізон.
З 1960-х років до міста прибуває значна кількість біженців: спочатку з Ефіопії та Еритреї, а пізніше, з початком громадянської війни, з інших штатів Судану.

## Транспорт
За 10 кілометрах на північний захід від міста розмішений однойменний аеропорт.

## Населення
Основне населення належить до етнічної групи беджа.
 Динаміка чисельності населення міста по роках: 
| 1956  | 1973  | 1983   | 1993   | 2008   | 2010   |
| ----- | ----- | ------ | ------ | ------ | ------ |
| 40600 | 99652 | 142909 | 234622 | 419030 | 536009 |